# Bevrijdingsvuur

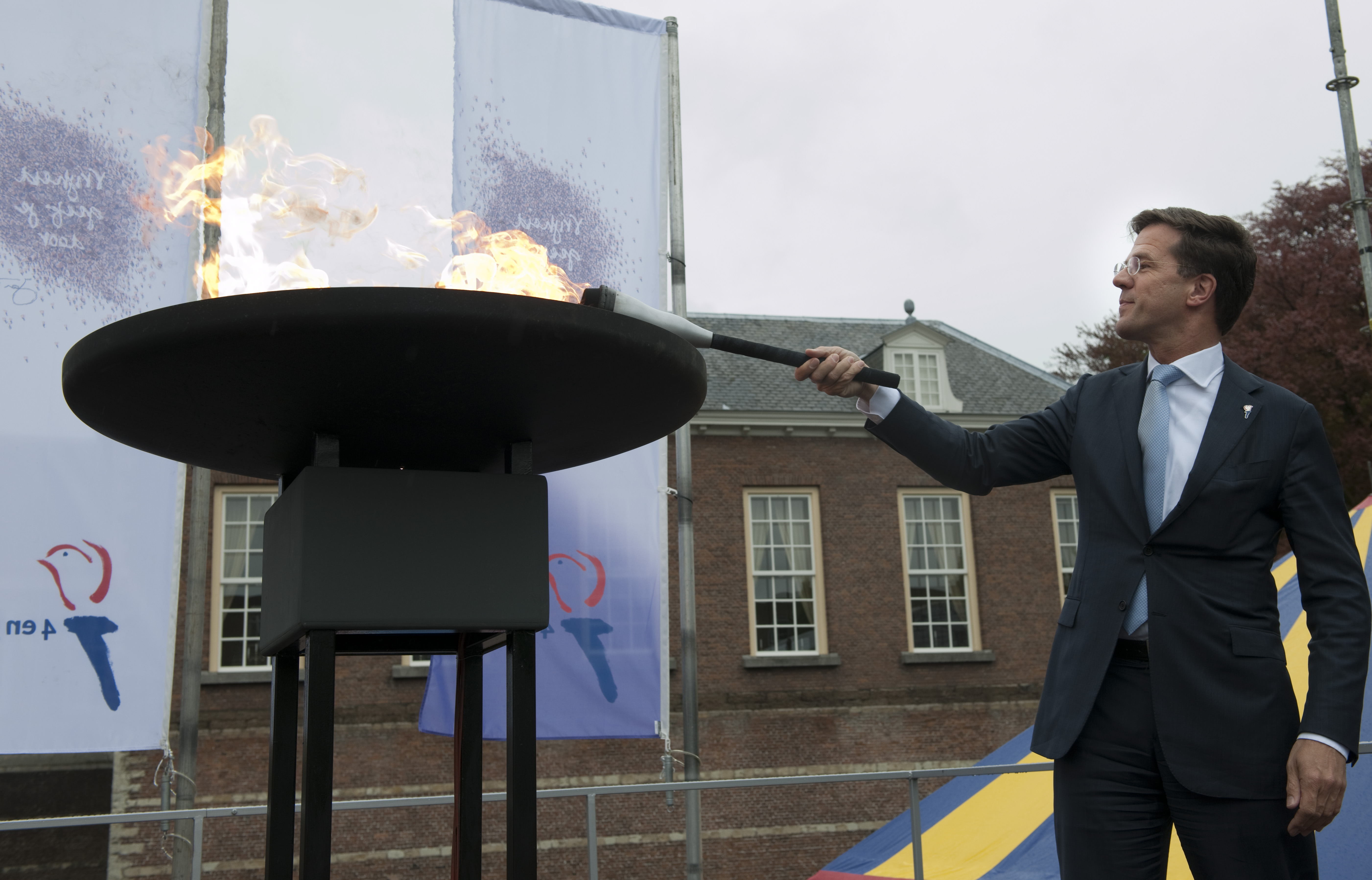
Mark Rutte ontsteekt het bevrijdingsvuur.

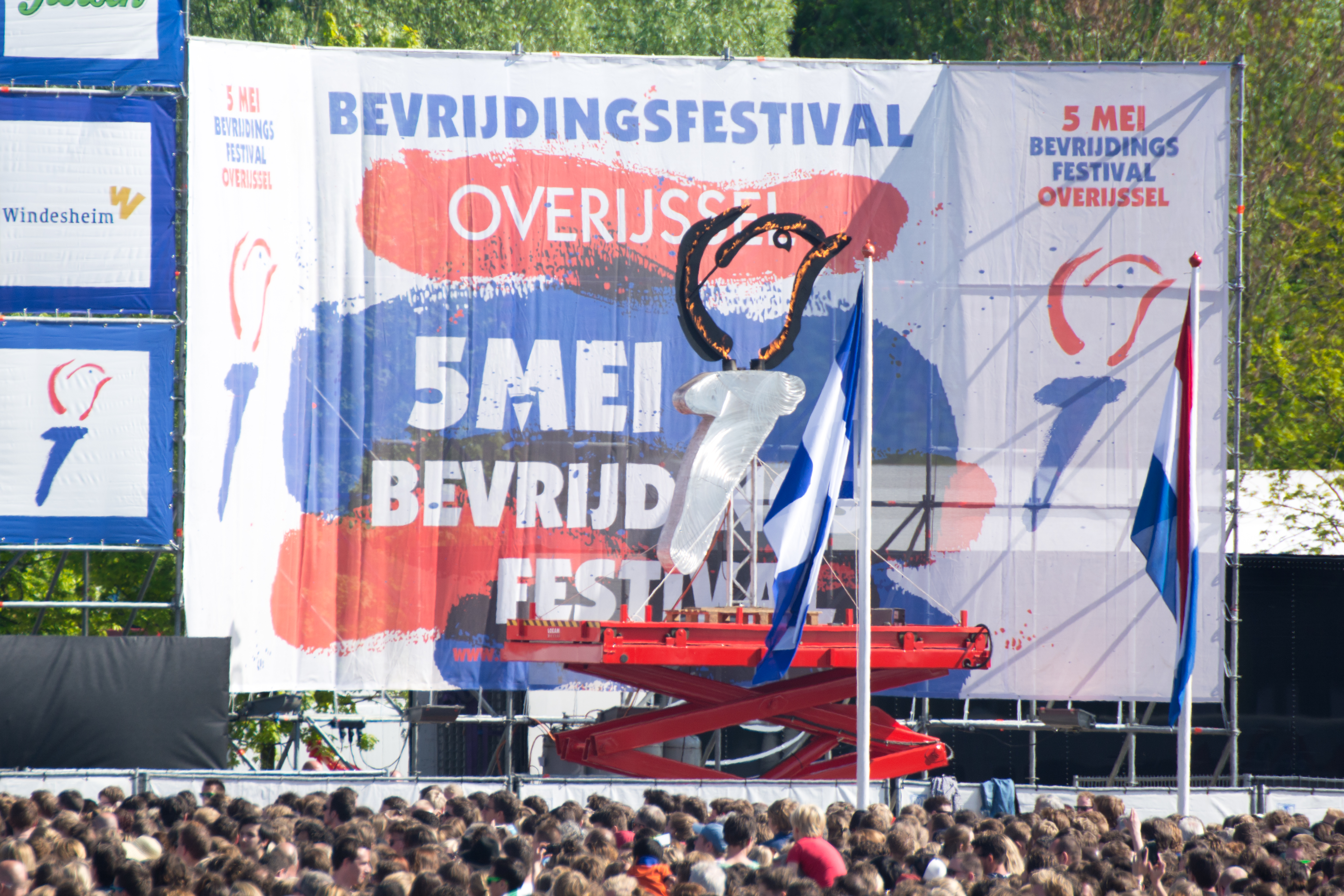
Bevrijdingsvuur in Zwolle tijdens het Bevrijdingsfestival.

Het bevrijdingsvuur is een nationaal Nederlands symbool ter herdenking van het einde van de Tweede Wereldoorlog op 5 mei 1945.
Jaarlijks wordt sinds 1948 het vuur op 5 mei om 00:00, Bevrijdingsdag, ontstoken op het 5 Mei Plein te Wageningen. Onmiddellijk daarna wordt de vlag, die nog halfstok hangt, in top gehesen en het Wilhelmus gespeeld en/of gezongen. Dat symboliseert de overgang van herdenken (4 mei) naar vieren (5 mei). Lopersgroepen steken een fakkel aan dit vuur aan, waarna het in estafette door 2000 hardlopers naar 70 plaatsen in Nederland wordt gebracht. Onder deze plaatsen is ook de provinciehoofdstad waar later die dag de officiële opening in bijzijn van de minister-president plaatsvindt.

## Varia
- Het vuur op het 5 Meiplein werd tot 2011 ontstoken met een fakkel, die aangestoken werd bij een continu brandend vlammetje in het gasstation van NUON aan de Droevendaalsesteeg in Wageningen. Lopers van Pallas '67 brachten de fakkel naar het plein, een afstand van enkele kilometers.
- Sinds 2011 wordt het bevrijdingsvuur in het Bevrijdingsvuurmonument bij het Wageningse corps Ceres bewaard.
- Ieder jaar wordt het bevrijdingsvuur door een groep wielrenners vanuit Bayeux, de stranden van Normandië, naar Eindhoven gebracht. Het bevrijdingsvuur komt op 18 september op het 18 septemberplein in Eindhoven aan. Atletiekvereniging Pallas '67 heeft het vervolgens in estafettevorm naar Wageningen gebracht. Deze 'verversing' van het vuur is een jaarlijkse traditie.